# SS Delphic
SS Delphic foi um transatlântico da White Star Line, construído pelo estaleiro Harland and Wolff, em Belfast. Sua conclusão ocorreu no dia 15 de maio de 1897.

## História
Em 1884, a White Star Line inaugurou uma rota com destino à Nova Zelândia, a fim de diversificar suas atividades. A empresa não entrou no negócio sozinha, já que o serviço era realizado em conjunto com a Shaw, Savill & Albion Line, que já tinha uma certa experiência na região. Assim, o serviço foi inaugurado com três navios da White Star, sendo eles o Coptic, o Ionic e o Doric, enquanto a Shaw, Savill & Albion designou dois de seus navios, o Arawa e o Tainui. Esse serviço logo se revelou muito promissor para as duas empresas. Sendo assim, em 1893 a White Star inaugurou um novo navio para a sua frota, o Gothic; era o maior navio dessa rota e suas instalações de primeira classe ofereciam o mesmo nível de conforto dos navios da prestigiosa rota transatlântica.
Em 1897, uma versão ligeiramente menor do Gothic (porém com uma tonelagem maior) foi encomendada para se juntar à rota: o Delphic. Mais lenta, a embarcação foi designada para o transporte de mil migrantes e mercadorias. O navio, construído pelos estaleiros da Harland and Wolff, foi lançado ao mar em 5 de janeiro de 1897. Após sua entrega em maio de 1897, a White Star Line decidiu utilizá-lo temporariamente no Atlântico, como tal, sua viagem inaugural ocorreu em 17 de junho partindo de Liverpool para Nova Iorque. Em 3 de outubro do mesmo ano, foi transferido para sua rota pretendida entre Londres e Wellington.
Sua carreira nessa nova rota ocorreu sem intercorrências por quase vinte anos, a única exceção foi no início do século XX. No dia 31 de março de 1900, O Delphic foi requisitado para transportar 1.200 soldados entre Londres e a Cidade do Cabo como parte da Segunda Guerra dos Bôeres. Após o término da guerra, a embarcação retomou seu serviço na Nova Zelândia, mas desta vez partindo de Queenstown.
Mesmo com o início da Primeira Guerra Mundial em 1914, a embarcação permaneceu em seu serviço comercial. Em 16 de fevereiro de 1917, o Delphic quase foi torpedeado pelo U-60 na costa sul da Irlanda; o torpedo foi disparado, mas errou o alvo. Em 16 de agosto de 1917, o Delphic foi torpedeado e afundado pelo submarino da Marinha Imperial Alemã UC-72 a 135 milhas (217 km) de Bishop Rock enquanto transportava carvão entre Cardiff, no País de Gales, e Montevidéu, no Uruguai. Cinco pessoas morreram no naufrágio.